# Monisha Kaltenborn
Monisha Kaltenborn (ur. 10 maja 1971 w Dehradun) – austriacka prawniczka i menedżerka pochodzenia hinduskiego, szef zespołu Sauber w latach 2012-2017.

## Życiorys
Monisha Kaltenborn od 1998 roku była szefem działu prawnego zespołu Sauber. W 2010 roku została dyrektorem zarządzającym zespołu i posiadała jedną trzecią udziałów tego zespołu. W latach 2012–2017 była szefem zespołu. Odeszła ze względu na rozbieżność poglądów w sprawie przyszłości zespołu.